# Storörad piphare
Storörad piphare (Ochotona macrotis) är en däggdjursart som först beskrevs av Albert Günther 1875.  Ochotona macrotis ingår i släktet Ochotona och familjen pipharar. IUCN kategoriserar arten globalt som livskraftig.

## Utseende
Individerna når en absolut kroppslängd av 15 till 20,5 cm. Vikten varierar mellan 140 och 190 gram. Pälsen har under sommaren på ovansidan en blek gråbrun till ockra färg och buken samt extremiteterna är vitaktiga. Hos underarten O. m. macrotis förekommer ibland gula eller bruna fläckar på ryggen. Vinterpälsen är ännu blekare.
Som det svenska trivialnamnet antyder är öronen rätt stora för pipharar. De blir 27 till 36 mm långa.

## Utbredning och habitat
Denna piphare förekommer i centrala Asien från Kazakstan, Tadzjikistan och norra Afghanistan över Nepal till centrala Kina (Gansu, Sichuan). Arten vistas där i bergstrakter som är 2300 till 6400 meter höga. Habitatet utgörs av öknar och stäpper samt ibland angränsande torra skogar.

## Ekologi
De är främst aktiv på dagen och livnär sig av olika växtdelar som gräs, kvistar, blad och mossa. I kalla regioner skapar de höstapel före vintern.
Fortplantningssättet varierar mellan olika populationer. Parningstiden kan ligga mellan april och augusti och vissa honor har två kullar under tiden. Efter dräktigheten som varar cirka 30 dagar föds oftast två eller tre ungar. De flesta individer har egna ungar efter första vintern. Livslängden går upp till tre år.

## Underarter
Arten delas in i följande underarter:
- O. m. macrotis
- O. m. auritus
- O. m. chinensis
- O. m. sacana
- O. m. wollastoni